# 14382 Woszczyk
A 14382 Woszczyk (ideiglenes jelöléssel 1990 ES6) a Naprendszer kisbolygóövében található aszteroida. Henri Debehogne fedezte fel 1990. március 2-án.